# Председнички избори у САД 1892.
Председнички избори у Сједињеним Државама 1892. били су 27. четворогодишњи председнички избори, одржани у уторак, 8. новембра 1892. У реваншу председничких избора 1888. године, бивши демократски председник Гровер Кливленд победио је садашњег републиканског председника Бенџамина Харисона. Кливлендова победа учинила га је првом и до данас једином особом у америчкој историји која је изабрана на други председнички мандат који није узастопно. То је уједно био и први пут да су носиоци дужности поражени на узастопним изборима — други је био пораз Џералда Форда од Џимија Картера од1976. године, након чега је уследио Картеров каснији пораз од Роналда Регана 1980. Поред тога, Харисонов губитак је био други пут да је изабрани председник изгубио популарну гласају два пута, први је био Џон Квинси Адамс 1820-их. Овај подвиг се није поновио све док Доналд Трамп није изгубио народно гласање 2016. и 2020. године.
Иако су се неки републиканци противили Харисоновој поновној номинацији, Харисон је победио Џејмса Г. Блејна и Вилијама Макинлија на првом председничком гласању Републичке националне конвенције 1892. године. Кливленд је победио изазове Дејвида Б. Хила и Хорација Бојса на првом председничком гласању Демократске националне конвенције 1892. године, поставши и први председнички кандидат и први демократа који је победио на председничкој номинацији своје странке на три избора. Групе из Тхе Грангеа и Витезова рада удружиле су се да формирају нову странку под називом Популистичка партија. Имао је карту коју је водио бивши конгресмен Џејмс Б. Вивер из Ајове.
Кампања се углавном фокусирала на економска питања, посебно на протекционистичку Мекинлијеву тарифу из 1890. године. Кливленд се кандидовао на платформи за снижавање тарифе и успротивио се предлогу републиканаца за гласачка права из 1890. године. Кливленд је такође био заговорник златног стандарда, док су републиканци и популисти подржавали биметализам.
Кливленд је помео солидни југ и освојио неколико важних свинг држава, узевши већину електорских гласова и већи број гласова народа. Вивер је освојио 8,5% гласова и носио је неколико западних држава, док је Џон Бидвел из Партије прохибиције освојио 2,2% гласова. Демократе су победиле на још једним председничким изборима све до 1912. године.